# Reasnor
Reasnor és una població dels Estats Units a l'estat d'Iowa. Segons el cens del 2000 tenia 194 habitants.

## Demografia
Segons el cens del 2000, Reasnor tenia 194 habitants, 77 habitatges, i 52 famílies. La densitat de població era de 149,8 habitants/km².
Dels 77 habitatges en un 29,9% hi vivien nens de menys de 18 anys, en un 61% hi vivien parelles casades, en un 3,9% dones solteres, i en un 31,2% no eren unitats familiars. En el 29,9% dels habitatges hi vivien persones soles el 14,3% de les quals corresponia a persones de 65 anys o més que vivien soles. El nombre mitjà de persones vivint en cada habitatge era de 2,52 i el nombre mitjà de persones que vivien en cada família era de 3,09.
Per edats la població es repartia de la següent manera: un 27,3% tenia menys de 18 anys, un 6,2% entre 18 i 24, un 27,3% entre 25 i 44, un 23,2% de 45 a 60 i un 16% 65 anys o més.
L'edat mediana era de 37 anys. Per cada 100 dones de 18 o més anys hi havia 98,6 homes.
La renda mediana per habitatge era de 37.500 $ i la renda mediana per família de 40.500 $. Els homes tenien una renda mediana de 26.000 $ mentre que les dones 20.417 $. La renda per capita de la població era de 14.435 $. Entorn de l'1,9% de les famílies i el 4,2% de la població estaven per davall del llindar de pobresa.

## Poblacions més properes
El següent diagrama mostra les poblacions més properes.